# 水上学
水上 学（みずかみ まなぶ、1963年 - ）は日本の競馬評論家、放送作家。千葉県出身。

## おもな出演番組
■ 現在の出演番組
- 競馬予想TV!（フジテレビTWO）
- ラジオ日本 土曜競馬実況中継（アール・エフ・ラジオ日本）

■ 過去の出演番組
- 中央競馬中継EAST（グリーンチャンネル、2008年まで）
- クラシックパーク（グリーンチャンネル、2008年まで）
- 先週の結果分析（グリーンチャンネル、2008年まで基準タイム作成委員会メンバー）

## 著書
- なぜ血統なのか 儲かるからだ!-水上学の実戦血闘馬券術シュボババ!（2004年、ベストセラーズ）
- 鉄砲・無鉄砲 狙い撃ちマニュアル-「休養明け」のすべてがわかる!（2005年、ベストセラーズ）
- 競馬界に喧嘩売らせていただきます!-水上学のニッポン競馬に口アングリー（2006年、ベストセラーズ）
- 素人でも儲かる!「血統」驚きの法則（2007年、ベストセラーズ）
- 血統REALデータ（2009年、ベストセラーズ）
- 実戦血統馬券術シュボババ2nd 血闘両断！（2010年、ベストセラーズ）
- 月替わりに読む馬券の絶対ルール （2011年、競馬ベスト新書）
- 競馬攻略カレンダー2013 新・月替わりに読む馬券の絶対ルール （2012年、競馬ベスト新書）
- 馬券の現場に強い！種牡馬戦略SUPERハンドブック（2012年、ベストセラーズ）
- 爆勝! 競馬攻略カレンダー2014 （2013年、競馬ベスト新書）
- 馬券の現場に強い! 種牡馬戦略SUPERハンドブック2013-14（2013年、ベストセラーズ）
- 必中! 競馬攻略カレンダー2015 （2014年、競馬ベスト新書）
- 馬券の現場は任せろ! 種牡馬戦略SUPERハンドブック2014-15（2014年、ベストセラーズ）
- 激走! 競馬攻略カレンダー2016【上半期編】（2015年、競馬ベスト新書）
- 馬券の現場でサク裂! 種牡馬戦略SUPERハンドブック2015-16（2015年、ベストセラーズ）
- 競馬攻略カレンダー2016【下半期】（2016年、競馬ベスト新書）
- 熱血! 競馬攻略カレンダー2017【上半期編】（2016年、競馬ベスト新書）
- 馬券の現場でブレイク! 種牡馬戦略SUPERハンドブック2016-17（2016年、ベストセラーズ）
- 闘魂! 競馬攻略カレンダー2017【下半期編】（2017年、競馬ベスト新書）
- 競馬攻略カレンダー2018【上半期編】我、かく戦えり! （2017年、競馬ベスト新書）
- 馬券の現場で神ってる! 種牡馬戦略SUPERハンドブック2017-18（2017年、ベストセラーズ）
- 血統力絞り出し! 種牡馬秘宝館（2018年、ベストセラーズ）
- 競馬攻略カレンダー2018【下半期編】水上馬券戦記 （2018年、競馬ベスト新書）